# Пісочник морський
Пісочник морський, зуйок морський (Charadrius alexandrinus), цівкун морський− прибережний птах ряду Сивкоподібних (Charadriiformes). Один з 5-ти видів роду у фауні України. В Україні гніздовий, перелітний птах.

## Загальна характеристика

### Морфологічні ознаки

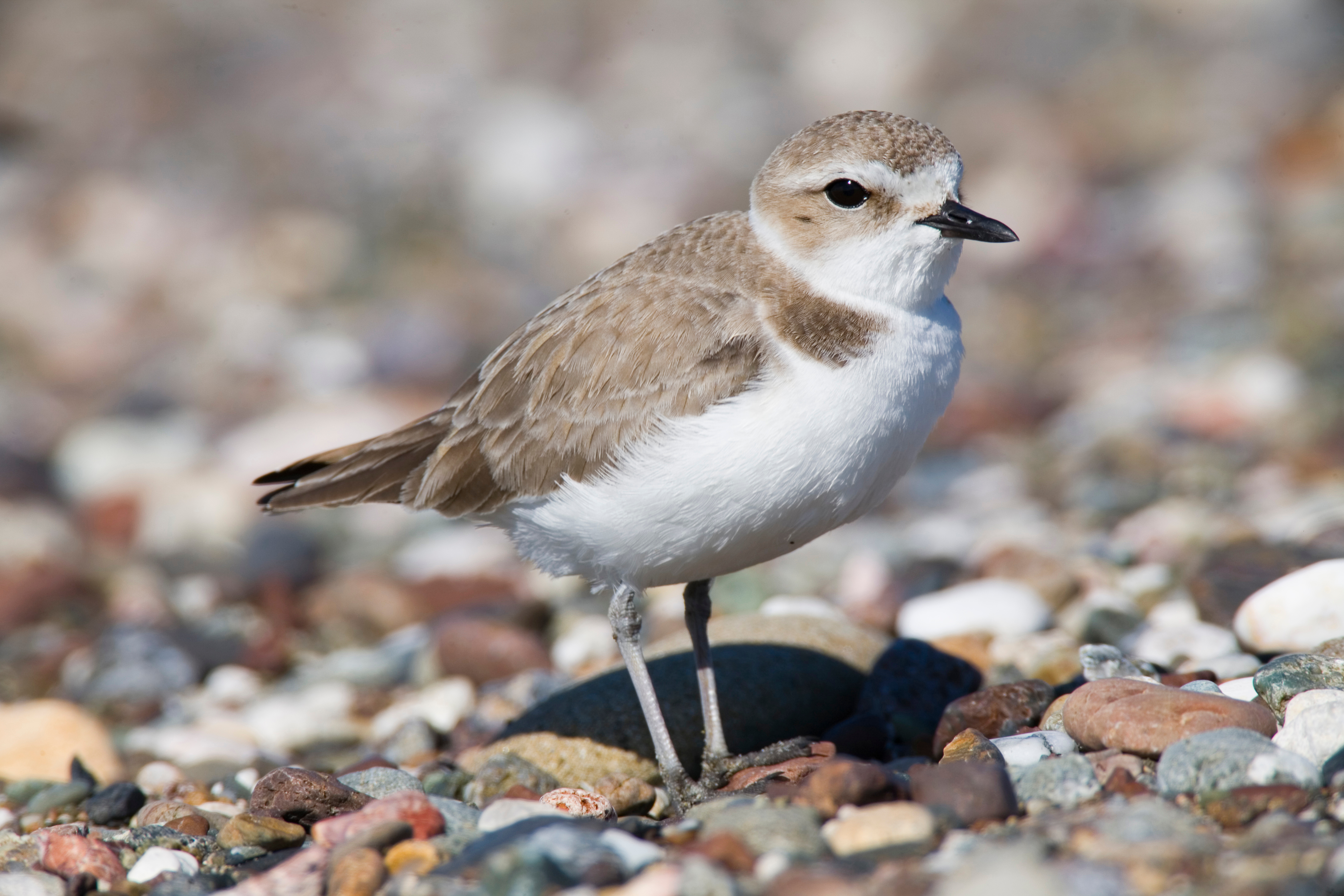
Морський пісочник, в Каліфорнії

Стрункий, трохи менший за шпака кулик з досить коротким дзьобом та ногами. Маса тіла — 32–56 г, довжина тіла — 5—17 см, розмір крила — 31—35 см. Характерний статевий диморфізм. Дорослий самець у шлюбному вбранні зверху сірувато-бурий; лоб, «брови», горло, шия і низ білі; спереду тім'я і через очі проходять чорні смуги; задня частина тім'я і потилиця іржасто-руді; на боках шиї чорні плями; вздовж основи бурих махових пер проходить біла смуга; крайні стернові пера білі; центральні − бурі, з білою верхівкою; дзьоб і ноги чорні. У позашлюбному оперенні чорний і рудий кольори замінені бурим. Доросла самка схожа на дорослого самця у позашлюбному оперенні. Молодий птах схожий на дорослу самку.

### Голос
Закличний крик звучить як ніжне «паї» та «піт-піт». Під час токового польоту видають трель «пють, пітть, пітт-пітт…», яка починається повільно, потім поступово прискорюється і закінчується в швидкому темпі.

### Підвиди
Різні автори виділяють 3—5 підвидів:
- Charadrius alexandrinus alexandrinus Linnaeus, 1758
- Charadrius alexandrinus dealbatus (Swinhoe 1870)
- Charadrius alexandrinus nivosus (Cassin, 1858)
- Charadrius alexandrinus occidentalis (Cabanis, 1872)
- Charadrius alexandrinus seebohmi Hartert & Jackson, 1915

## Ареал виду та його поширення в Україні

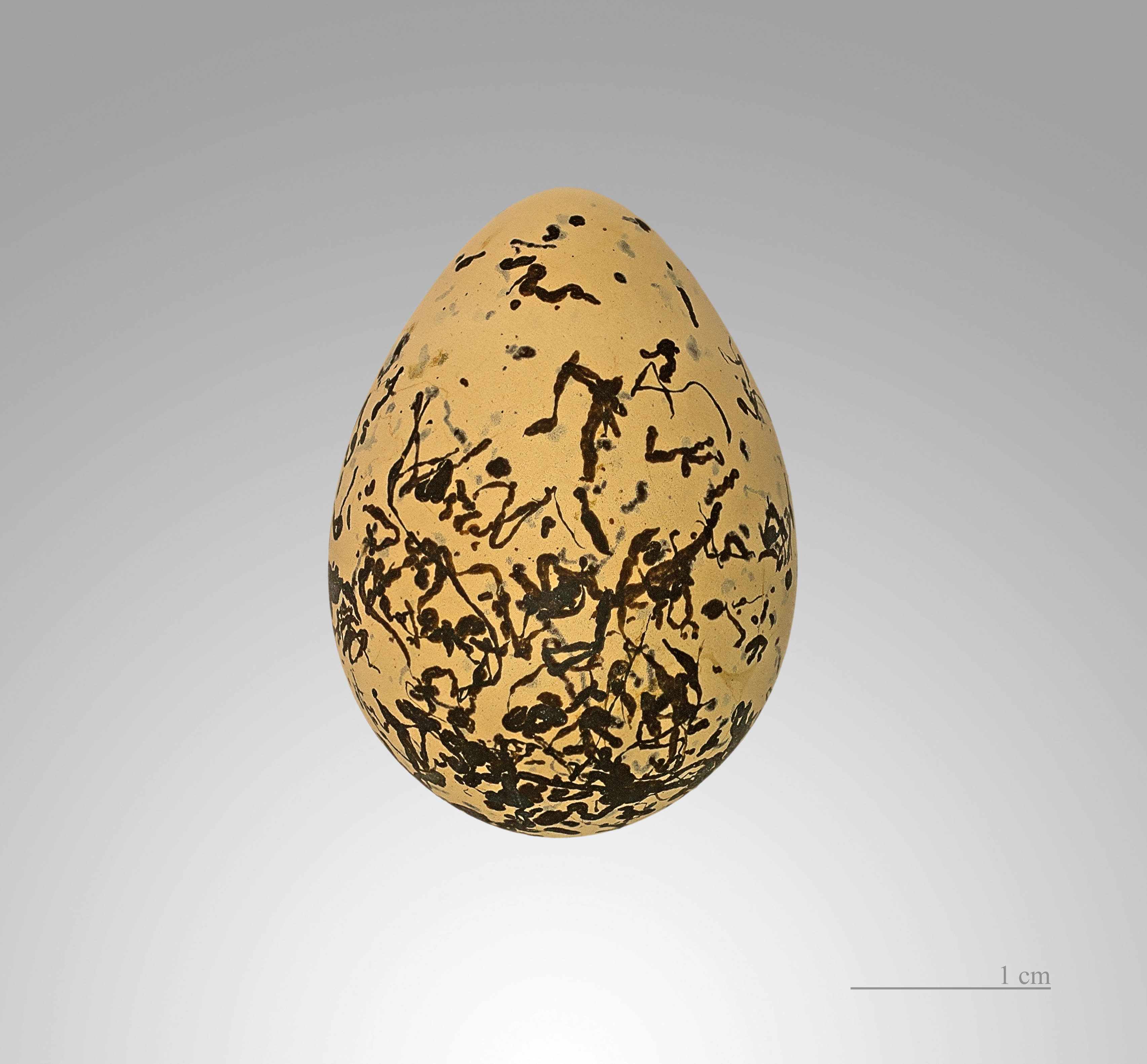
Charadrius alexandrinus

Має широкий гніздовий ареал: від південної Європи до Японії, а також в Еквадорі, Перу, Чилі, на півдні США та Карибських островах. В Україні гніздиться на прибережних ділянках Чорного і Азовського морів, на Сиваші, Тузлівських лиманах та у Дніпропетровській області. Під час кочівель і міграцій може також спостерігатись в інших частинах країни.

## Чисельність і причини її зміни
Тривалість життя пісочника морського становить − до 20 років. Так, наприклад, в 2023 році на території Національного природного парку «Тузловські лимани» співробітниками парку спостерігалися особини пісочника віком 17 та 18 років, що було підтверджено кільцями на лапках пернатих. За даними МСОП станом на 2002 р. чисельність виду становила 280—460 тис. пар. На початку ХХ ст. популяція в Європі нараховувала 22—35 тис. пар. Протягом останніх двох десятиріч популяція по усій Європі різко скоротилася. До 1970-х рр. був численним птахом Азово-Чорноморського узбережжя. У середині 1980-х рр. нараховували 4–5 тис. пар. На початок XXI ст. чисельність в Україні становила близько 1750—2150 пар. Фактори, що негативно впливають на чисельність: інтенсивне освоєння прибережних біотопів та їх трансформація, зростаюче рекреаційне навантаження, господарська діяльність, випасання худоби у місцях гніздування, ріст чисельності здичавілих собак, сірої ворони, лисиці, єнотовидного собаки.

## Особливості біології
Перелітний птах. Гніздиться вздовж узбережжя морів і солоних озер. Навесні прилітає в березні–квітні. Тримається групами, поодинці або у зграях з іншими куликами на пляжах піщаних і піщано-черепашкових островів та кіс, відкритих ділянках узбережжя з розрідженою трав'яною рослинністю або без неї, солончаках. Гніздиться в квітні–серпні у моновидових або змішаних колоніях разом з крячками та куликами. Гніздо має вигляд невеликого заглиблення з камінцями або уламками черепашок молюсків. Самка відкладає кладку з 3 блідо-оливкових або глинисто-жовтих з темними дрібними плямами яєць. Птахи насиджують їх протягом 23–26 діб. Пташенята з'являються у травні–серпні. Пташенята виводкові, літати починають у 25–26-денному віці. Успіх гніздування становить 25–35 %. До місць зимівлі птахи відлітають в серпні–жовтні. Живиться дрібними водяними безхребетними.

## Охорона
Включено до Боннської (Додаток ІІ) та Бернської (Додаток ІІ) конвенцій, угоди AEWA. Включено до Червоної книги України (1994, 2009) (статус − вразливий). В Україні охороняється у межах об'єктів природно-заповідного фонду, розташованих на узбережжі морів. З метою ефективнішої охорони слід створити національний природний парк на Сиваші, заповідник на Керченському півострові, орнітологічний заказник на лимані Хаджидер, Солонець-Тузли та регіональний ландшафтний парк на Куяльницькому лимані. Потрібно регулювати чисельність хижаків; регламентувати рекреацію та випасання худоби у місцях гніздування; проводити заходи з покращання стану біотопів, які використовуються видом.